# Tabanus xuthus
Tabanus xuthus är en tvåvingeart som beskrevs av Philip 1960. Tabanus xuthus ingår i släktet Tabanus och familjen bromsar.
Artens utbredningsområde är Thailand. Inga underarter finns listade i Catalogue of Life.